# Mormyrops lineolatus
Mormyrops lineolatus är en fiskart som beskrevs av Boulenger, 1898. Mormyrops lineolatus ingår i släktet Mormyrops och familjen Mormyridae. IUCN kategoriserar arten globalt som livskraftig. Inga underarter finns listade i Catalogue of Life.